# Fantazja (Gorzyce)
Fantazja – część wsi Gorzyce w Polsce, położona w województwie podkarpackim, w powiecie tarnobrzeskim, w gminie Gorzyce.
Rozpościera się na południowy wschód od centrum Gorzyc, w rejonie ulicy Fantazja.
Dawniej z Zalesiem stanowiła wspólną gminę jednostkową, licząca 153 mieszkańców w połowie XIX wieku